# Gerova marka
Gerova marka (latinsky Marca Geronis) byl rozsáhlý stát na východní hranici Východofranské říše v 10. století. Byla pojmenována podle markraběte Gera a jejím úkolem bylo bránit východní hranici před Slovany. V roce 965 po smrti Gera byla marka přeorganizována v (Saskou) Východní marku, resp. několika menších marek v jedné. Někteří historikové považují oba státní útvary za jeden a tentýž.

## Historie
Gerova marka byla založena kolem roku 939 za vlády franského krále Oty I. na dobytém území Polabských Slovanů (Srbů) východně od saské hranice podél řek Labe a Sály. Tyto nově získané území byly svěřeny pod vládu ostfálského velmože Gera, hraběte z Nordthüringgau, jemuž byl udělen titul markraběte. Gerovým úkolem bylo vybírat tributy od porobených slovanských kmenů a potlačovat případné nepokoje a vzpoury v pohraničních oblastech, v čemž ho později vystřídal Heřman Billung. Ještě v roce 963 podnikl Gero již v pokročilém věku válečné tažení proti lužickým kmenům u hranic s Polskem Měška I., záhy na to v roce 965 umírá bez dědice a celá země je přeorganizována do podoby (Saské) Východní marky.